# Polystichum coursii
Polystichum coursii är en träjonväxtart som beskrevs av Tard. Polystichum coursii ingår i släktet Polystichum och familjen Dryopteridaceae. Inga underarter finns listade.